# Banggaibuulbuul
De banggaibuulbuul (Hypsipetes harterti) is een zangvogel uit de familie Pycnonotidae (buulbuuls). Deze vogel is genoemd naar de Duitse ornitholoog Ernst Hartert.

## Kenmerken
De soort behoort tot een soortencomplex waartoe H. affinis, H. platenae, H. aureus, H. harterti, H. longirostris, H. chloris en H. lucasi behoren. Dit zijn van boven olijfgroen gekleurde buulbuuls met een gele borst en buik.

## Verspreiding en leefgebied
De banggaibuulbuul is endemisch op Banggai (eiland ten oosten van Sulawesi).

## Status
De grootte van de populatie is niet gekwantificeerd maar de soort wordt omschreven als algemeen. Op de Rode lijst van de IUCN heeft deze soort de status niet bedreigd.